# Dinetus porcellaneus
Dinetus porcellaneus (лат.) — вид песочных ос (Crabronidae) рода Dinetus. Оман.

## Описание
Мелкие осы (менее 1 см). От близких видов отличается следующими признаками: тело преимущественно чёрного цвета с беловатыми (самки) или желтоватыми (самцы) отметинами на пронотуме, серебристами волосками на мезоплевроне, скутеллюме и метанотуме. Внутренний край глаз самцов с серебристым опушением; передний вертлуг с мелким зубцом. Проподеум в заднебоковой части без серебристого опушения. Глаза не соприкасаются друг с другом, но соприкасаются с основанием мандибул. Жвалы с выемкой внизу. Развит псаммофор. В передних крыльях 2 субмаргинальные ячейки. Предположительно, как и другие близкие виды своего рода охотится на клопов (Heteroptera) и цикадок (Cicadinea), которых запасают для своего потомства в земляных гнёздах. Вид был впервые описан в 1980 году.